# 1997 год в телевидении
Список 1997 год в телевидении описывает события в мире телевидения, произошедшие в 1997 году.

## Январь
- 1 января
  - На канале «ОРТ» вышла вторая часть новогоднего музыкального фильма «Старые песни о главном 2».
  - Смена логотипа и оформления на «ОРТ».
  - Смена логотипа и графического оформления «10 канала».
  - Начало вещания телеканала «NTV International» — международной версии телеканала «НТВ»[1][2].
  - Смена логотипа на екатеринбургском телеканале «АСВ».
  - Начало вещания украинского телеканала «1+1»[3].
  - Начало работы телеканала REN-TV со спутника «Горизонт 31» (40.5° в.д.).
  - Смена оформления на «РТР».
- 11 января — Вышел первый выпуск с первым обновлёнными декорациями программы «Сто к одному» на «МТК», а позже на телеканале «ТВ Центр».
- 12 января — Вышла в эфир музыкальная программа «Доброе утро, страна!».
- 13 января — На «РТР» вышел в эфир первый выпуск ток-шоу «Добрый вечер» с Игорем Угольниковым.
- 24 января — Смена логотипа и названия украинского телеканала «ТЕТ-А-ТЕТ» в «ТЕТ» в честь 5-летнего юбилея.

## Февраль
- 21 февраля — Смена логотипа и названия читинского «Антенны» в «СТС-Чита».

## Март
- 1 марта 
  - Смена логотипа на канале «МТК».
  - На канале «НТВ» вышел документальный сериал о новейший истории Леонида Парфёнова «Намедни 1961-2003. Наша эра».
- 10 марта — Начало вещания нижегородского телеканала «Диалог».
- 31 марта
  - Начало вещания саратовского телеканала «Телеком-ТВ».
  - На канале «НТВ» состоялась премьера комедийного телесериала  «Семь дней с русской красавицей».

## Апрель
- 19 апреля — На канале «НТВ» вышла еженедельная сатирическая авторская программа Виктора Шендеровича «Итого».

## Май
- 30 мая — Начало вещания екатеринбургского телеканала «АТН»[4].

## Июнь
- 2 июня — Начало вещания украинского телеканала «СТБ».
- 9 июня — Начало работы телеканала «Московия» и «ТВ Центр»[5].
- 14 июня — Начало вещания екатеринбургского телеканала «Студия-41».

## Июль
- 1 июля — Начало работы телеканала «ТВ Центр-Столица».
- 8 июля — На «ОРТ» вышел первый фильм из цикла «Документальный детектив»[6].

## Август
- 11 августа
  - Смена логотипа и часов на «НТВ».
  - Смена логотипов двух киноканалов «НТВ-Плюс»: «НТВ-Плюс Наше кино» и «НТВ-Плюс Мир кино».
- 13 августа — Премьера первой серии американского анимационного сериала «Южный парк».
- 14 августа — Начало вещания казанского телеканала «ВарианТ».
- 19 августа — Начало вещания кемеровского телеканала «ТВ-Мост».
- 24 августа — Смена логотипа украинского телеканала «УТ-1».

## Сентябрь
- 1 сентября
  - Переход программы «Времечко» с «НТВ» на «ТВ Центр».
  - Вышел первый выпуск программы «Сегоднячко» на «НТВ».
  - Смена логотипа и оформления украинского телеканала «1+1» в честь 2-летия.
  - Начало вещания казахского развлекательного телеканала «НТК».
- 2 сентября — на «Телеэкспо» выходит первый выпуск музыкальной телепередачи Дмитрия Диброва «Антропология».
- 6 сентября 
  - Вышел первый выпуск программы-интервью Льва Новожёнова «Старый телевизор».[7]
  - На канале «НТВ» вышла первое ток-шоу Елены Ханги о сексе «Про это».
- 22 сентября — Смена логотипа и оформления на «СТС», тем не менее, сам логотип продержался до 2012 года, но с изменениями.

## Октябрь
- 2 октября — На «ОРТ» вышел первый выпуск телеигры «Эти забавные животные» производства телекомпании ВИD.
- 3 октября
  - В эфир «ОРТ» после пятилетнего затишья возвращается программа «Здоровье», новой ведущей стала доктор медицинских наук Елена Малышева[8].
  - Состоялся первый выход в эфир польской частной коммерческой телекомпании «TVN» (на базе закрытого канала «Telewizja Wisła[пол.]»)[9].
- 4 октября  
  - Смена логотипа Британской вещательной корпораций шрифтовой гарнитурой «Gill Sans». Смена оформления «BBC One».
  - На «ОРТ» вышел первый выпуск документальной программы «Как это было» производства телекомпании ВИD.
- 6 октября — Смена оформления на «ОРТ».
- 8 октября — На «ОРТ» вышел первый выпуск телеигры «Золотая лихорадка» с Леонидом Ярмольником.
- 9 октября — На «ТВ-6» вышел первый выпуск трешовой программы «Дрёма».
- 12 октября — Начало вещания азербайджанского телеканала «Space TV».
- 13 октября — Смена оформления на «НТВ».

## Ноябрь
- 1 ноября  
  - Начало вещания телеканала «Культура»[10][11][12][13].
  - Смена оформления на «РТР».
  - Выход в эфир «ТВ-6» информационной программы «ТСН-6» производства телекомпании «Телевизионная служба новостей».
- 4 ноября — На канале «1+1» (Украина) вышла в эфир развлекательная программа Верки Сердючки «СВ-шоу».
- 9 ноября — Начало вещания британского информационного телеканала «BBC News» (до 20 апреля 2008 — «BBC News 24»)[14].
- 10 ноября — Начало вещания казахского телеканала «Первый канал «Евразия» (до 30 сентября 2000 — ОРТ Казахстан)
- 24 ноября — Начало вещания тюменского телеканала «Ладья».
- 29 ноября — Начало вещания детского телеканала «НТВ-Плюс Детский мир».

## Декабрь
- 12 декабря — На канале «НТВ» в рамках программы «Старый телевизор» (ведущий — Леонид Парфёнов) состоялась премьера фильма Алексея Балабанова «Брат».
- 16 декабря — 700 японских детей госпитализировано с эпилептическими приступами после просмотра серии аниме-сериала «Покемон».
- 20 декабря — 1-й тираж всероссийской лотереи «Золотой ключ» на телеканале «ТВ Центр».
- 22 декабря — Смена логотипа московского телеканала «Московия».

## Без даты
- В Абакане вместо «Видеоканала» запущен новый телеканал «ТВ-7».
- Начало вещания харьковского телеканала «Фора».
- Начало вещания болгарского телеканала «Триада ТВ».
- Начало вещания новоуренгойского телеканала «Импульс».
- Смена логотипа новосибирского телеканала «НТН-4».

## Скончались
- 21 августа — Юрий Никулин — ТВ-Ведущий (Клуб «Белый попугай»), Послеоперационные кардиохирургические осложнения